# Gigantes de Adjuntas 2018
Questa voce raccoglie le informazioni riguardanti i Gigantes de Adjuntas nelle competizioni ufficiali della stagione 2018.

## Organigramma societario
Area direttiva
- Presidente: Francisco Pomar

Area tecnica
- Primo allenatore: Magdiel Rivera

## Rosa
| N° | Nome              | Ruolo | Data di nascita   | Nazionalità sportiva |
| -- | ----------------- | ----- | ----------------- | -------------------- |
| 1  | Jessie Colón      | C     | 20 settembre 1984 | Porto Rico           |
| 2  | Joseth Irizarry   | C     | 29 aprile 1996    | Porto Rico           |
| 4  | Josué Suárez      | P     | 5 giugno 1992     | Porto Rico           |
| 6  | Ángel Pérez       | P     | 20 maggio 1982    | Porto Rico           |
| 7  | Iván Fernández    | C     | 27 ottobre 1997   | Porto Rico           |
| 8  | Eddie Rivera      | S     | 16 giugno 1992    | Porto Rico           |
| 9  | José Pacheco      | L     | 20 marzo 1997     | Porto Rico           |
| 10 | Ulises Maldonado  | O     | 3 marzo 1989      | Porto Rico           |
| 11 | José Mulero       | L     | 25 ottobre 1991   | Porto Rico           |
| 12 | Christian Burgos  | S     | 24 marzo 1996     | Porto Rico           |
| 13 | Eduardo Hernández | S     | 22 ottobre 1990   | Porto Rico           |
| 14 | Héctor Rivera     | O     | -                 | Porto Rico           |
| 15 | Ezequiel Cruz     | S     | 15 luglio 1986    | Porto Rico           |
| 16 | Jackson Rivera    | S     | 19 agosto 1987    | Porto Rico           |
| 17 | Pedrito Sierra    | C     | 21 luglio 1989    | Porto Rico           |

## Mercato
| Acquisti | Acquisti        | Acquisti           | Acquisti   |
| R.       | Nome            | da                 | Modalità   |
| -------- | --------------- | ------------------ | ---------- |
| C        | Joseth Irizarry | Springfield        | definitivo |
| C        | Iván Fernández  | UPR Rio Piedras    | definitivo |
| S        | Eddie Rivera    | Indios de Mayagüez | definitivo |
| L        | José Pacheco    | Cafeteros de Yauco | definitivo |
| S        | Jackson Rivera  | Al-Muharraq        | definitivo |
| S        | Ezequiel Cruz   | Al-Salam           | definitivo |

| Cessioni | Cessioni          | Cessioni         | Cessioni   |
| R.       | Nome              | a                | Modalità   |
| -------- | ----------------- | ---------------- | ---------- |
| S        | Juan Carlos Ribas | Mets de Guaynabo | definitivo |
| S/O      | Francisco Vélez   | -                | definitivo |
| S        | Bolívar Bermúdez  | -                | definitivo |
| C        | Josué Núñez       | -                | definitivo |
| L        | Roberto González  | -                | definitivo |
| C        | Edwin Aquino      | -                | definitivo |

## Risultati

### LVSM

#### Regular season
| 1ª giornata - 17 maggio 2018 Coliseo Raúl "Pipote" Oliveras, Yauco  | Cafeteros de Yauco   | 0 - 3 | Gigantes de Adjuntas | [ 2 ]                             |
| 2ª giornata - 20 maggio 2018 Coliseo Rafael Llull Pérez, Adjuntas   | Gigantes de Adjuntas | 3 - 0 | Llaneros de Toa Baja | [ 2 ]                             |
| 3ª giornata - 23 maggio 2018 Coliseo Antonio R. Barceló, Toa Baja   | Llaneros de Toa Baja | 1 - 3 | Gigantes de Adjuntas | [ 2 ]                             |
| 4ª giornata - 25 maggio 2018 Coliseo Gelito Ortega, Naranjito       | Changos de Naranjito | 0 - 3 | Gigantes de Adjuntas | 22-25, 21-25, 19-25               |
| 5ª giornata - 27 maggio 2018 Coliseo Rafael Llull Pérez, Adjuntas   | Gigantes de Adjuntas | 1 - 3 | Mets de Guaynabo     | 23-25, 25-19, 20-25, 20-25        |
| 6ª giornata - 1º giugno 2018 Coliseo Rafael Llull Pérez, Adjuntas   | Gigantes de Adjuntas | 1 - 3 | Mets de Guaynabo     | 21-25, 25-27, 25-22, 23-25        |
| 7ª giornata - 3 giugno 2018 Coliseo Gelito Ortega, Naranjito        | Changos de Naranjito | 3 - 2 | Gigantes de Adjuntas | 25-18, 19-25, 25-23, 20-25, 15-10 |
| 8ª giornata - 5 giugno 2018 Coliseo Rafael Llull Pérez, Adjuntas    | Gigantes de Adjuntas | 3 - 1 | Changos de Naranjito | 25-18, 24-26, 25-23, 25-19        |
| 9ª giornata - 10 giugno 2018 Coliseo Rafael Llull Pérez, Adjuntas   | Gigantes de Adjuntas | 3 - 1 | Llaneros de Toa Baja | 25-23, 22-25, 25-20, 25-16        |
| 10ª giornata - 15 giugno 2018 Coliseo Antonio R. Barceló, Toa Baja  | Llaneros de Toa Baja | 3 - 1 | Gigantes de Adjuntas | 25-17, 23-25, 25-16, 25-18        |
| 11ª giornata - 16 giugno 2018 Coliseo Rafael Llull Pérez, Adjuntas  | Gigantes de Adjuntas | 3 - 0 | Cafeteros de Yauco   | 25-16, 34-32, 25-22               |
| 12ª giornata - 23 giugno 2018 Coliseo Raúl "Pipote" Oliveras, Yauco | Cafeteros de Yauco   | 0 - 3 | Gigantes de Adjuntas | 17-25, 16-25, 22-25               |
| 13ª giornata - 29 giugno 2018 Coliseo Rafael Llull Pérez, Adjuntas  | Gigantes de Adjuntas | 3 - 0 | Cafeteros de Yauco   | 26-24, 25-20, 25-21               |
| 14ª giornata - 30 giugno 2018 Coliseo Mario Morales, Guaynabo       | Mets de Guaynabo     | 3 - 1 | Gigantes de Adjuntas | 25-19, 10-25, 25-20, 28-26        |
| 15ª giornata - 4 luglio 2018 Coliseo Rafael Llull Pérez, Adjuntas   | Gigantes de Adjuntas | 3 - 1 | Changos de Naranjito | 25-21, 25-20, 22-25, 25-19        |
| 16ª giornata - 5 luglio 2018 Coliseo Mario Morales, Guaynabo        | Mets de Guaynabo     | 3 - 1 | Gigantes de Adjuntas | 16-25, 25-22, 25-20, 25-20        |

#### Play-off
| Semifinali (gara 1) - 7 luglio 2018 Coliseo Antonio R. Barceló, Toa Baja  | Llaneros de Toa Baja | 3 - 0 | Gigantes de Adjuntas | 25-21, 25-20, 25-23               |
| Semifinali (gara 2) - 11 luglio 2018 Coliseo Rafael Llull Pérez, Adjuntas | Gigantes de Adjuntas | 3 - 2 | Llaneros de Toa Baja | 23-25, 17-25, 25-22, 25-21, 15-10 |
| Semifinali (gara 3) - 12 luglio 2018 Coliseo Antonio R. Barceló, Toa Baja | Llaneros de Toa Baja | 2 - 3 | Gigantes de Adjuntas | 25-22, 25-22, 26-28, 21-25, 12-15 |
| Semifinali (gara 4) - 14 luglio 2018 Coliseo Rafael Llull Pérez, Adjuntas | Gigantes de Adjuntas | 3 - 1 | Llaneros de Toa Baja | 29-27, 25-23, 13-25, 25-23        |
| Semifinali (gara 5) - 15 luglio 2018 Coliseo Antonio R. Barceló, Toa Baja | Llaneros de Toa Baja | 1 - 3 | Gigantes de Adjuntas | 23-25, 26-28, 25-19, 23-25        |
| Finale (gara 1) - 17 luglio 2018 Coliseo Mario Morales, Guaynabo          | Mets de Guaynabo     | 2 - 3 | Gigantes de Adjuntas | 22-25, 19-25, 25-18, 30-28, 9-15  |
| Finale (gara 2) - 18 luglio 2018 Coliseo Rafael Llull Pérez, Adjuntas     | Gigantes de Adjuntas | 0 - 3 | Mets de Guaynabo     | 20-25, 20-25, 21-25               |
| Finale (gara 3) - 20 luglio 2018 Coliseo Rafael Llull Pérez, Adjuntas     | Gigantes de Adjuntas | 3 - 1 | Mets de Guaynabo     | 32-30, 20-25, 25-22, 25-22        |
| Finale (gara 4) - 21 luglio 2018 Coliseo Mario Morales, Guaynabo          | Mets de Guaynabo     | 3 - 0 | Gigantes de Adjuntas | 25-18, 25-16, 25-23               |
| Finale (gara 5) - 8 luglio 2018 Coliseo Mario Morales, Guaynabo           | Mets de Guaynabo     | 3 - 1 | Gigantes de Adjuntas | 21-25, 25-17, 25-23, 25-20        |
| Finale (gara 6) - 10 luglio 2018 Coliseo Rafael Llull Pérez, Adjuntas     | Gigantes de Adjuntas | 0 - 3 | Mets de Guaynabo     | 23-25, 21-25, 20-25               |

## Statistiche

### Statistiche di squadra
| Competizione | Punti | In casa | In casa | In casa | In trasferta | In trasferta | In trasferta | Totale | Totale | Totale |
| Competizione | Punti | G       | V       | P       | G            | V            | P            | G      | V      | P      |
| ------------ | ----- | ------- | ------- | ------- | ------------ | ------------ | ------------ | ------ | ------ | ------ |
| LVSM         | 31    | 13      | 9       | 4       | 14           | 7            | 7            | 27     | 16     | 11     |
| Totale       | -     | 13      | 9       | 4       | 14           | 7            | 7            | 27     | 16     | 11     |

G = partite giocate; V = partite vinte; P = partite perse